# Лахес
Ла́хес (др.-греч. Λάχης), сын Меланопа — афинский полководец.
В 427 году до н. э. афиняне отправили его с Харсадом во главе флота из 20 кораблей, для подания помощи леонтинцам против Сиракуз. В 426 году до н. э. Харсад пал, и главное начальство осталось в руках Лахеса. Он предпринимал опустошительные походы внутрь Сицилии, занял Милею, Мессану, но, не имея определенного плана действий, ничего не достиг этими успехами и был сменён, по жалобе союзников Афин.
Клеон предъявил против Лахета обвинение в том, будто он в Сицилии утаил часть вверенных ему денег. Хотя он и был оправдан, но стратегии более не получил, и в качестве простого гоплита отправился в Беотию под начальством Гиппократа. Успехи Брасида помогли ему снова выдвинуться; в 423 году до н. э. по его совету было заключено перемирие, а в 422—421 годах до н. э. он с Никием был посредником мира. В 418 году до н. э. он с Никостратом командовал вспомогательными отрядами, посланными аргивянам, и пал в битве при Мантинее.
Платон вывел его в одном из своих диалогов, озаглавленном его именем: «Лахес». В этом диалоге речь идет о том, что такое храбрость, и Лахес, как опытный полководец, ведёт об этом разговор с Сократом.